# Smrčensko (tvrziště)
Smrčensko je zaniklá tvrz neznámého jména i psané historie. Tvrziště se nachází na katastrálním území vsi Kochánov v okrese Havlíčkův Brod. Tvrz spolu s přilehlou vsí zanikla nejspíše v 15. století. Jejich pozůstatky jsou v lese na levém břehu Sázavy, pět set metrů východně od osady Remuta.

## Název
Tvrz je nazývána podle nedaleké osady Smrčensko, založené před rokem 1757. Toto pojmenování je odvozené od vsi Smrčná v údolí Sázavy, uváděné od roku 1651. Původní jméno tvrze neznáme.

## Historie
Vznik tvrze se předpokládá ve druhé polovině 14. století. Někteří badatelé jí dávají do souvislosti s těžbou surovin na pozemcích vilémovského kláštera. Těžba drahých kovů v této oblasti však ustala již na začátku 14. století. V okolí Světlé nad Sázavou vznikla ve 14. století řada drobných šlechtických sídel spojených s vesnicemi. V této kolonizační vlně mohlo vzniknout i Smrčensko. Zánik je předpokládán v husitských válkách, například při tažení Zikmunda Lucemburského roku 1421. Dosud zde neproběhl archeologický výzkum, který by mohl zpřesnit dataci či potvrdit násilný zánik.

## Stavební podoba
Zachován je vodní příkop. Má tvar podkovovitého rybníka s patnáct metrů dlouhou hrází, v současnosti protrženou. Příkop je napájen drobnou vodotečí, na níž se zachovaly malé jímací rybníčky. Tvrz byla postavena na umělém sypaném pahorku na západním okraji hráze. Vlastní stavba rozměrů 5 × 10 metrů byla nejspíše roubená. V okolí jsou pozůstatky zaniklé vesnice.